# Eliška Bláhová-Sedláčková
Eliška Bláhová-Sedláčková, v matrice Alžběta, (4. února 1884 Straky – 1. července 1966 Ledeč nad Sázavou) byla česká taneční pedagožka a publicistka.

## Životopis
Rodiče: Tomáš Sedláček, řídící učitel a Anna Sedláčková-Králová. Sourozenci: Marie Sedláčková (2. 11. 1872), Aloysia Ondrůjová-Sedláčková (13. 6. 1874), Anežka Sedláčková (28. 2. 1876), Anna Sedláčková, známá též jako řádová sestra Aquina (6. 12. 1877 – 28. 4. 1950), Josef Sedláček (25. 3. 1880), Tomáš Sedláček (22. 1. 1882 – 13. 1. 1958), Blažej Sedláček (17. 1. 1886). Manžel Elišky Inocenc Arnošt Bláha byl filozof, sociolog, spisovatel a vysokoškolský pedagog. Vychovali tři děti a měli osm vnoučat.
Eliška Bláhová-Sedláčková byla česká Sokolská pracovnice. Studovala v Paříži u skladatele Gustave Charpentiera a v Ženevě u Émile Jaques-Dalcroze. Roku 1921 založila první českou školu rytmiky ve spolku Vesna v Brně, propagátorka pedagogické rytmiky, založené na hudbě, rytmu i hudbě slova a verše.

## Dílo

### Verše
- Verše a řikadla pro rytmický výcvik dětí: dodatek ke knize téže autorky Tělesná výchova rytmikou dětí školních i předškolních: 100 veršů a říkadel i s návodem k provedení – Brno: s. n., 1933; 1935 [+ nápěvy Dany Bočkové]; 1949

### Publikace
- Pohyb, rytmus, výraz: příručka pro učitele rytmiky – Brno: Vesna: 1928; 1941; 1949
- Rytmika – Brno: Moravské nakladatelství, 1932
- Tělesná výchova rytmikou dětí školních i předškolních – Brno: Odborná škola rytmiky spolku Vesna, Dívčí akademie, 1932; 1949 [předmluvu napsal Inocenc Arnošt Bláha]
- Pohybové skladby na písně Karla Konvalinky Svět maličkých – sestavila pro školní tělocvik – Praha: Státní nakladatelství, 1936